# Sensillanurini
Tribu
Les Sensillanurini sont une tribu de collemboles de la famille des Neanuridae.

## Liste des genres
Selon Checklist of the Collembola of the World (version du 4 novembre 2019) :
- Americanura Cassagnau, 1983
- Honduranura Palacios-Vargas, 2017
- Palmanura Cassagnau, 1983
- Sensillanura Deharveng, 1981
- Tabasconura Palacios-Vargas & Catalán, 2015

## Publication originale
- Cassagnau, 1983 : Un nouveau modèle phylogénétique chez les collemboles Neanurinae. Nouvelle Revue d'Entomologie, vol. 13, no 1, p. 3-27.